# 小代焼

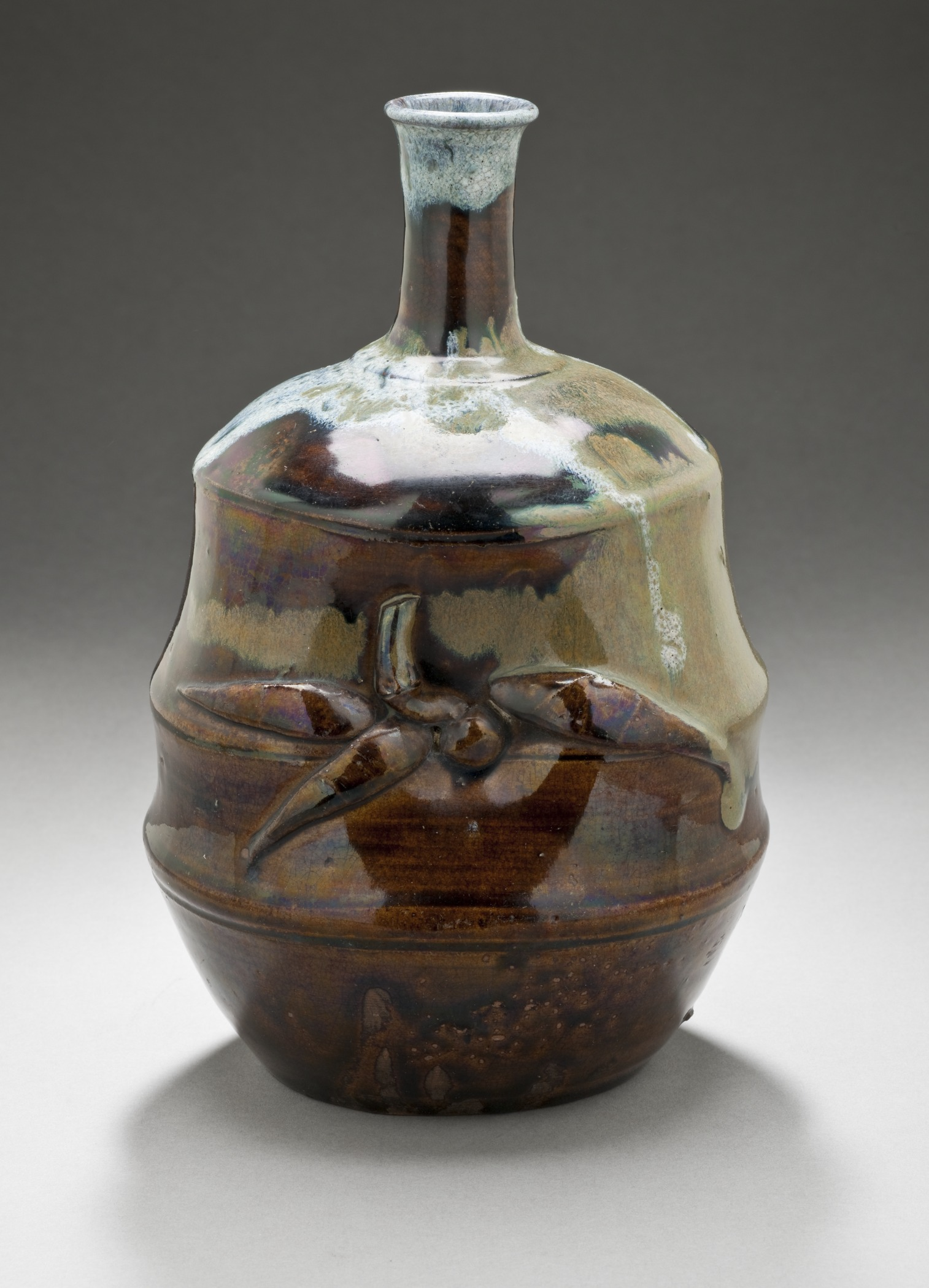
小代焼の徳利。17世紀末から18世紀初頭

小代焼（しょうだいやき）は熊本県荒尾市、南関町、熊本市など県北部で焼かれる陶器。小岱焼とも表記し、いずれも正しい。寛永9年（1632年）に豊前から転封された細川忠利が陶工の牝小路家初代源七、葛城家初代八左衛門を従え、藩主の命によって焼き物を焼かせたのが始まりとされる。
釉薬の深い色合いと「流し掛け」と呼ばれる伝統技法による躍動感あふれる文様が特徴である。「腐敗しない」「生臭さが移らない」「湿気を呼ばない」「毒を消す」「延命長寿が得られる」の五徳があるとして、五徳焼とも呼ばれた。
明治維新後は有田や瀬戸といった磁器産地に押され衰退してしまったが、昭和になって近重治太郎、城島平次郎らの努力によって復興を遂げ、戦後は小岱山麓にいくつもの窯が築かれるようになる。
2003年（平成15年）3月17日、経済産業大臣指定伝統的工芸品に指定された。